# Конувере
Конувере (ест. Konuvere) — село у волості Мяр'ямаа, повіту Рапламаа, в середній течії річки Вігала.
Три мости перетинають річку Вігала в межах села.
Найвизначнішим мостом у селі є найдовший вапняковий міст в Естонії (кам'яний міст Конувере; довжина 110 метрів), побудований у 1861 році. Поряд з мостом знаходяться руїни водяного млина.
З 1931 по 1968 рік через західну частину села проходила вузькоколійна залізниця Рапла-Вірцу. У селі була також залізнична станція (так звана стовпова станція) та один із найбільших мостів між Раплею та Вірцу (залізничний міст Конувере).
За 100 метрів на схід від старого кам’яного мосту новий міст Конувере був побудований у 1993 році, його перетинає дорога Таллінн–Пярну–Ікла.